# 아세텍
아세텍 A/S (Asetek A/S)는 덴마크(미국, 덴마크, 대만 및 중국에서 영업 중)의 컴퓨터 시스템용 액체 냉각 솔루션을 설계, 개발 및 판매하는 컴퓨터 하드웨어 기업이다. 회사에는 데스크톱(desktop) 부문과 데이터 센터(data center)부문으로 나뉘어져 있다. 아세텍은 1997년에 설립되었고, 덴마크 올보르에 기반을 두고 있다.이 회사는 커세어와 NZXT와 같은 회사에 수냉 쿨러를 공급하는 것으로 잘 알려져 있다.아세텍 사의 제품은 "수냉 쿨러의 메인스트림"로 인정받고 있다.

## 역사
1997년 안드레 에릭센(André Eriksen)에 의해 설립되었다. 아세텍의 바포칠(VapoChill) 리셀러 네트워크는 설립 후 1년만에 35개 이상으로 성장했다. 2000년, 아세텍은 덴마크 산업통상부에서 올해 덴마크의 가장 혁신적인 기업으로 상을 받았다. 회사는 같은 해에 공식적으로 설립되었다. 2001년 아세텍은 최초의 2GHz 개인용 컴퓨터를 출시하고 ASUS와 비즈니스 파트너십을 시작했다. 2002년, 신세대 바포칠이 출시되었다. 2003년 아세텍은 하위 브랜드 워터칠(WaterChill) 수냉 쿨러를 출시했다. 2005년, 그들은 최초의 12볼트 펌프 시스템을 출시했다.

### 1/2세대
2007년, 아세텍은 HP사의 블랙버드 게이밍 PC(Blackbird Gaming PC)에서 사용할 첫 번째 OEM 디자인을 발표했다.2008년 Acer는 새로운 프레데터(Predator) 게이밍 PC를 냉각시키기 위해 아세텍사의 펌프를 사용했다. 2009년, 델은 게이밍 컴퓨터 제품군인 에일리언웨어에서 수냉 기능을 표준으로 만들었다.

### 3세대
3세대 펌프 플랫폼은 2010년에 출시되었다. 2세대와 비교했을 때 크기는 줄었지만 성능은 저하되지 않았다. 높이를 줄인 것은 PNY 테크놀로지의 GTX 580과 비슷한 형태의 그래픽카드의 냉각을 보다 용이하게 하기 위함이다. 이 펌프는 커세어, PNY, 안텍의 일체형 수냉쿨러에 주로 사용되며, 캡의 노출된 모터 부분으로 식별 가능하다.

### 4세대
4세대 펌프 플랫폼은 2012년에 출시되었다. 3세대에 비해 냉각수의 흐름과 발열을 해소하는 성능 면에서 발전을 했다. 펌프 상단에서 모터의 노출된 부분을 제거했다. 커세어, NZXT, 서멀테이크, 델, HP, 인텔 및 타 회사에서 역사상 가장 많이 사용된 펌프 플랫폼이었다.

### 5세대
5세대 펌프는 2015년에 출시되었으며, 소음을 줄이고 열 성능을 높였으며, 재료 및 챔버 최적화를 통해 이를 달성했다. 5세대는 또한 더 효율적인 모터를 가져왔다. 이전 세대의 측면 인렛(inlets)과 아웃렛(outlets)은 수직 인렛과 아웃렛으로 교체되었다.

### 6세대

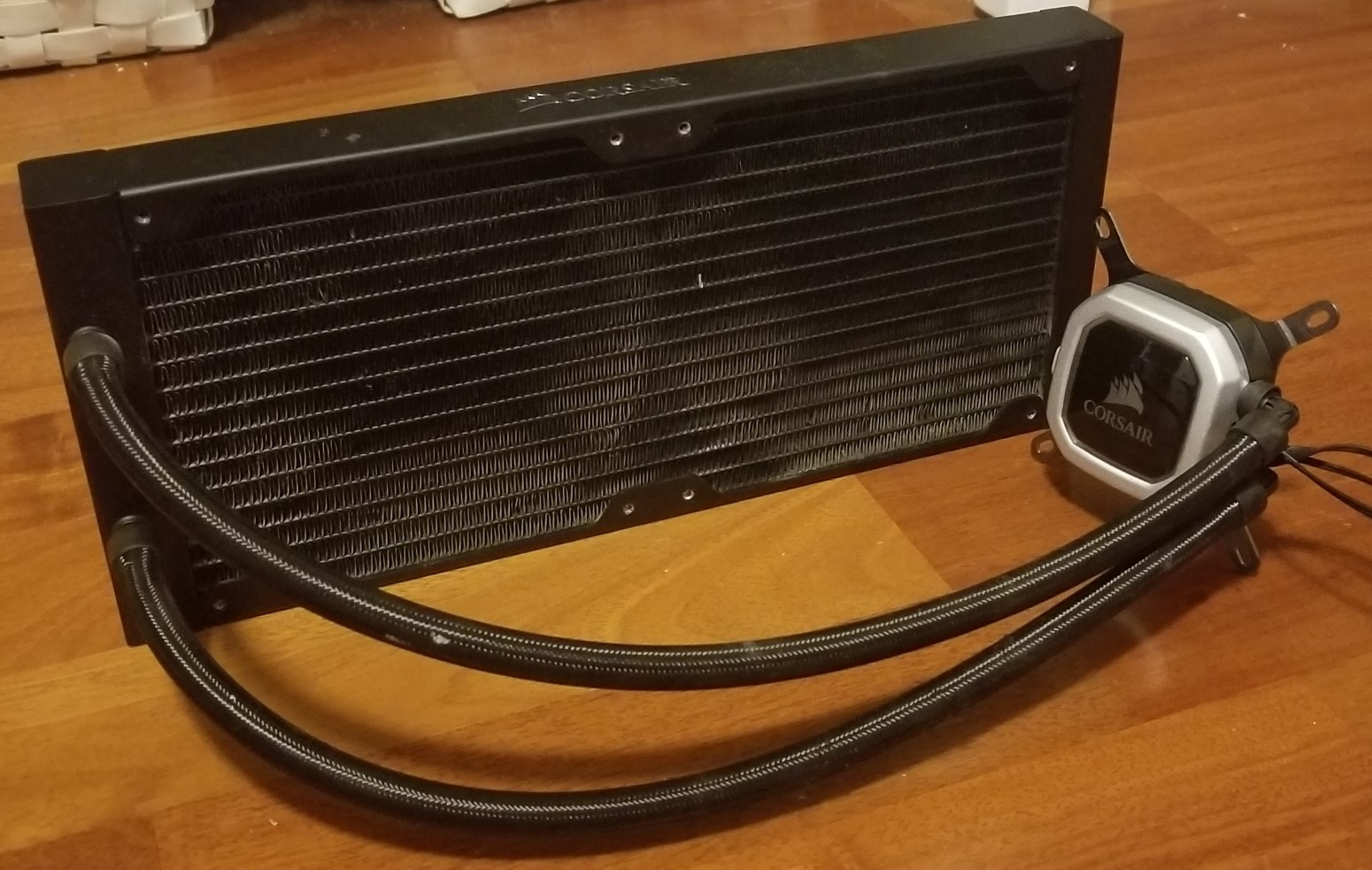
커세어 H115i 수냉 쿨러는 아세텍 6세대 펌프를 사용한다.

2017년 커세어가 컴퓨텍스에서 처음 공개하고 2018년 커세어가 H150i와 H115i를 출시하면서 6세대 쿨러를 선보였다. 아수스에서 출시하기 전까지는 커세어와 기가바이트가 6세대 아세텍 펌프를 출시했다. 6세대 펌프는 4세대 펌프처럼 측면 장착형 입구와 출구로 회전한다. 또한 처음으로 콜드 플레이트(cold-plate)로 변경된 지 수 년 이후, 더 작은 콜드 플레이트를 탑재하고 있다.

## 제품
아세텍은 주로 데이터 센터와 데스크톱 컴퓨터를 위한 액체 냉각 펌프를 제조하고 설계한다. 워터 쿨러는 CPU와 GPU를 냉각하는 데 사용된다.

## 특허 및 소송
아세텍은 특허와 지속적인 소송을 추구하는 것으로 잘 알려져 있으며, OEM 수냉 쿨러와 펌프 특허를 보유하고 있다. 이 회사는 워터 블록(CPU 또는 그래픽카드 상단에 있는 부품)안에 펌프를 설치하는 것에 대한 특허도 보유하고 있다. 많은 회사들이 이 디자인의 액체 냉각 올인원(AIO, All-in-one) 모델을 출시했다. 이처럼 아세텍은 많은 기업들과 소송전을 벌였다.아세텍은 쿨러 마스터, 커세어, 쿨 IT 시스템즈와의 법정 공방에서 성공적으로 승소했다.

### 특허 손실
2020년 10월 12일, 미국 특허청(PTAB)은 아세텍의 이의 제기를 기각하는 최종 서면 결정을 발표했다. 쿨 IT 시스템즈의 특허 200개는 선행 기술의 특정 조합에 비추어 무효로 판정되었다.그 결과, 쿨 IT 시스템즈의 특허 200개에 대한 청구항 21개는 모두 수정 없이 유지되었다.

## 같이 보기
- 컴퓨터 냉각
- 커세어 (기업)
- NZXT